# Podsadka

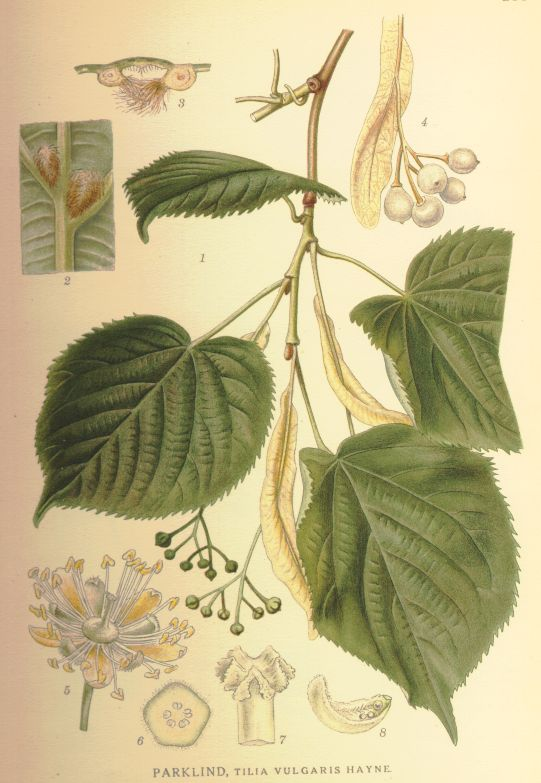
Skrzydełko w kwiatostanie lipy to podsadka, różniąca się znacznie kształtem i barwą od innych liści

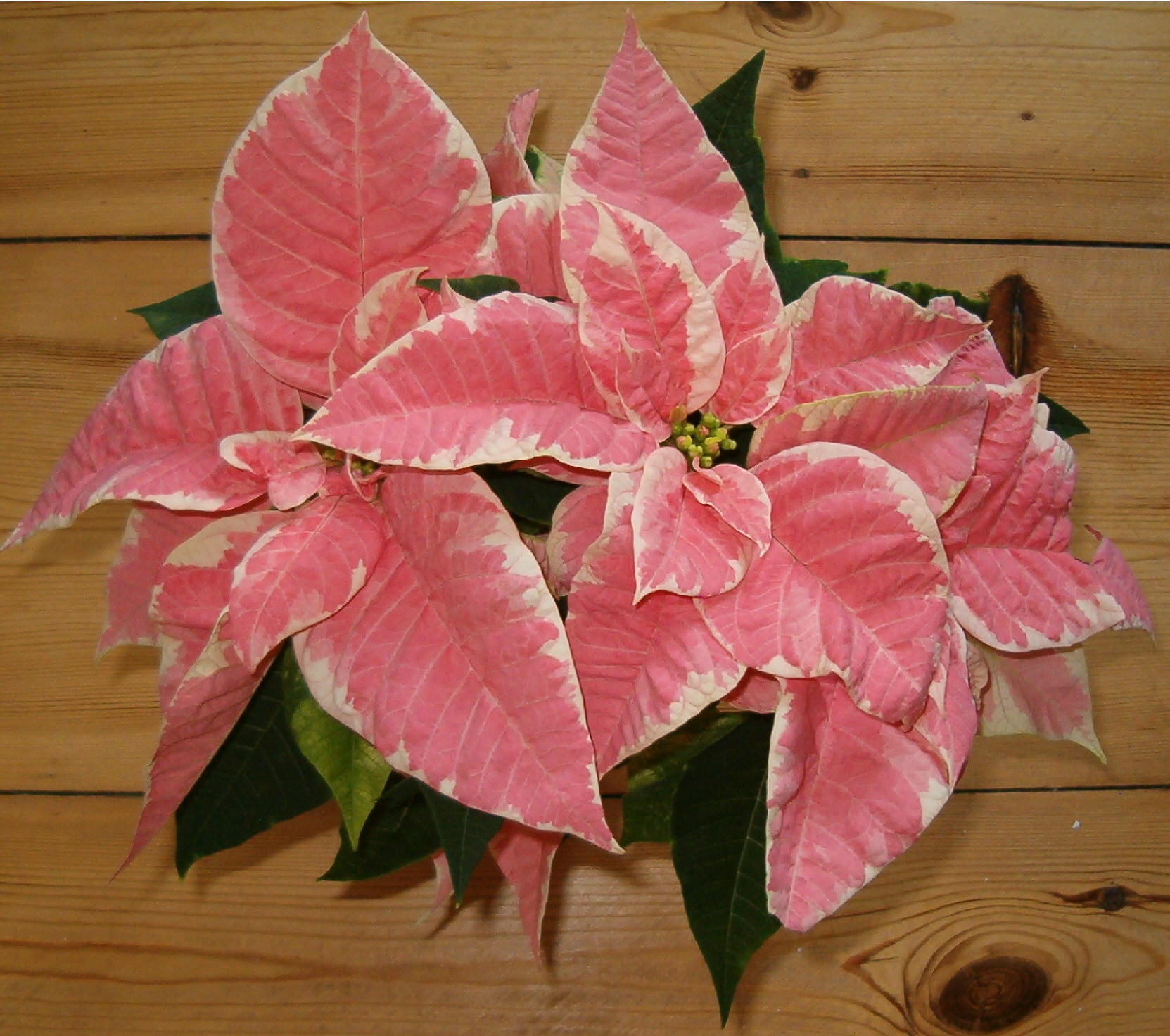
Kolorowe, pełniące rolę powabni przysadki u wilczomlecza pięknego

Podsadka, podkwiatek (łac. bracteae, ang. bract) – w botanice liść, z kąta którego wyrasta kwiatostan (lub część kwiatostanu).  
Występowanie, kształt i wielkość podsadek jest ważną cechą taksonomiczną przy oznaczaniu niektórych gatunków roślin. Podsadki czasami różnią się kształtem od pozostałych liści, często są dużo mniejsze. U astrowatych podsadki przekształcone są w okrywę koszyczka. U wiechlinowatych, np. u zbóż, łuskowate podsadki tworzą plewy. W kwiatostanach niektórych roślin, np. u lipy, duża podsadka tworzy skrzydełko pełniące rolę powabni zwabiającej owady oraz umożliwiające rozsiewanie nasion przez wiatr.